# Dalanzadgad
Dalanzadgad (in mongolo Даланзадгад) è una città della Mongolia, capoluogo della provincia del Ômnôgov’, e si trova nell'omonimo distretto (sum) di Dalanzadgad. Aveva, nel 2000, una popolazione di 14.183 abitanti. La città si trova 540 km a sud di Ulan Bator. 
La città ha un aeroporto ed è un punto di partenza delle rotte turistiche verso il deserto del Gobi e il Parco Nazionale Gurvan Sajhan.